# Thomaston (Georgia)
Thomaston es una ciudad ubicada en el condado de Upson en el estado estadounidense de Georgia. En el año 2000 tenía una población de 9.411 habitantes.

## Geografía
Thomaston se encuentra ubicada en las coordenadas 32°53′30″N 84°19′37″O / 32.89167, -84.32694 (32.891667, -84.326944).
Según la Oficina del Censo, la localidad tiene un área total de 23,8 km² (9,2 mi²), de la cual 23,4 km² (9 mi²) es tierra y 0,4 km² (0 mi²) (1.90%) es agua.

## Demografía
Según la Oficina del Censo en 2000 los ingresos medios por hogar en la localidad eran de $24,695, y los ingresos medios por familia eran $33,093. Los hombres tenían unos ingresos medios de $31,168 frente a los $20,420 para las mujeres. La renta per cápita para la localidad era de $18,193. 